# Martin Kuester
Martin Kuester (* 18. März 1958 in Immerath; † 1. April 2024) war ein deutscher Anglist und Hochschullehrer.

## Leben
Kuester studierte zwischen 1977 und 1984 Anglistik und Romanistik an den Universitäten von Aachen, Caen, University of British Columbia und Trier und absolvierte 1984 das erste Staatsexamen. Von 1984 bis 1987 war er an der University of Manitoba, wo er 1990 mit einer Arbeit über kanadische Geschichtsromane promoviert wurde.
Zwischen 1987 und 1999 war er als wissenschaftlicher Mitarbeiter und Assistent an der Universität Augsburg, wo er sich 1998 habilitierte. Von 1999 bis 2022 war Kuester Professor an der Philipps-Universität Marburg, zudem von 2001 Geschäftsführender Direktor des Marburger Zentrums für Kanada-Studien, von 2008 bis 2011 war er Studiendekan des Fachbereichs Fremdsprachliche Philologien und 2011–2013 Präsident der Gesellschaft für Kanada-Studien, GKS.
Kuesters Schwerpunkte waren die Literaturtheorie sowie kanadische und britische Literatur.

## Schriften
- Framing Truths: Parodic Structures in Contemporary English-Canadian Historical Novels. University of Toronto Press UTP, Toronto 1992 ISBN 0802028187
- Canadian Studies: A Literary Approach. Brockmeyer, Bochum 1995 ISBN 3-8196-0328-X Inhaltsverzeichnis bei Deutsche Nationalbibliothek
- Terminologie der Literaturwissenschaft: Ein Handbuch für das Anglistikstudium. (Mit Rudolf Beck und Hildegard Kuester) Hueber, Ismaning 1998 ISBN 3-19-006620-5 (Neuaufl. s. unten)
- "Prudent ambiguities". Zur Problematik von Sprache und Bedeutung im Werk John Miltons. WVT, Trier 1999 ISBN 3-88476-342-3
  - Milton's prudent ambiguities. Words and signs in his poetry and prose. University Press of America, 2009
- Kanadische Literatur. In: Harenbergs Lexikon der Weltliteratur, 3. Harenberg-Lexikon-Verlag, Dortmund 1989, S. 1564–1566
- Hrsg. mit Andrea Wolff: Reflections of Canada. The reception of Canadian literature in Germany. (Schriften der Universitätsbibliothek Marburg, 101) 2000
- Hrsg. mit Wolfram R. Keller: Writing Canadians. The literary construction of ethnic identities. Universitätsbibliothek Marburg 2002 ISBN 3818503699
- Basislexikon anglistische Literaturwissenschaft. (Mit Rudolf Beck und Hildegard Kuester, überarb. Neuaufl. von Terminologie der Literaturwissenschaft) UTB/Fink, München 2007 ISBN 978-3-8252-2930-6
- Martin Kuester & al. Hrsg.: Narratives of Crisis – Crisis of Narrative. Studies in Anglophone Literatures and Cultures, 3. Wißner, Augsburg 2012 (z. B. über Margaret Atwood, „Penelopiad“; Yann Martel, Life of Pi)
- Canadian studies in Europe. Understanding Canada no more? In Europe – Canada: Transcultural Perspectives – Perspectives transculturelles. Reihe: Canadiana. Literaturen-Kulturen, Literatures-Cultures, Littératures-Cultures, 14. Hrsg. v. Klaus-Dieter Ertler u. a. Peter Lang, Bern 2013, S. 15–23
- mit Carmen Birkle, Angela Krewani Hrsg.: McLuhan's Global Village Today. Transatlantic Perspectives. Pickering & Chatto, London 2014
- als Hrsg. mit Claire Köhling, Sylvia Langwald, Albert Rau: Teaching Canada – Enseigner le Canada. (Studies in Anglophone Literatures and Cultures, 9), SALC. Wißner-Verlag, Augsburg 2017 ISBN 9783957861047
  - darin von ihm selbst: «Vive le Québec libre»? Literary and Cultural Studies Perspectives on an Independent "Nation" within the Canadian Confederation. S. 91–100